# Киричок Борис Гнатович
Борис Гнатович Киричок ( нар. 27 вересня 1926, Дмитрівка, Бахмацький район, Чернігівська область  - пом. 26 вересня 2021, Дмитрівка,  Бахмацький район, Чернігівська область) — український  педагог, краєзнавець на Чернігівщині. Дослідник локальної історії Бахмацького району. Також філателіст.
Жертва сталінського терору.

## Біографія
Народився у родині станового козака Гната Киричка, який згодом став до лав Гайдамацького кошу Гетьмана Павла Скоропадського. 1938 батька Бориса викрали органи НКВД СССР і розстріляли як «ворога народу» у тюрмі. Після втечі сталінських військ із Дмитрівки восени 1941, починає вести щоденник — ця праця стала єдиним у своєму роді джерелом з історії Дмитрівського і Бахмацького району у часи Другої світової війни.
Після повернення до Дмитрівки сталінської влади, Киричка мобілізували до більшовицької армії. В її рядах змушений був воювати проти Японії. 1948 закінчив Приморську заочну середню школу на Зеленому Клину.
1950 добився повернення в Україну, де працював учителем середньої школи в селі Григорівка (1952—1958), а згодом цілих 35 років — директором середніх шкіл. Зокрема, в 1960—1962 — директор середньої школи в селі Красний Колядин Талалаївського району Чернігівської області, 29 років очолював школу в рідній Дмитрівці.

### Краєзнавець
Борис Киричок був лояльним до комуністичного режиму, але убивство батька-гайдамаки та спостережливий, освічений розум дали імпульс до збирання альтернативної історії краю. Він мав широкі зв'язки серед інтелігенції Чернігівської області, був своїм у Музеї Михайла Коцюбинського у Чернігові. Проте більшість своїх знахідок він клав до «шухляди». Лише після звільнення України від СССР він почав систематичну видавничу діяльність.
Двома виданнями (2005 і 2008) побачила світ книжка Бориса Гнатовича про селище міського типу Дмитрівку — «Нариси з історії Дмитрівки».
Оглядач краєзнавчої літератури Євген Букет дав високу характеристику творам:
| «Після виходу у світ 2008 року „Нарисів з історії Дмитрівки“ учитель Борис Киричок вирішив ширше поглянути на історію рідного Бахмацького району Чернігівської області. Своїм славетним землякам він присвятив дві нові книжки: „Глибоке коріння“ та „Товариш міністра“. Борис Гнатович — активний автор місцевої преси. Тож видання в публіцистичному стилі розповідають про понад сотню видатних людей, яких доля пов'язала з Бахмаччиною, з Чернігово-Сіверщиною. Допитливий читач знайде тут інформацію і про українських гетьманів, і про академіків, і про першого й останнього Президента СРСР Михайла Горбачова. Книжки гарно проілюстровані, легко читаються і могли б стати родзинкою будь-якої бібліотеки, якби не традиційний для краєзнавчих видань мінімальний наклад» | .
Серед захоплень Киричка — філателія. Брав участь у чотирьох національних виставках, де отримав дипломи, бронзову та срібні медалі.

## Видані книги
- Нариси з історії Дмитрівки. — К.: [б.в.], 2005. — 111 с.: фотоіл. — Бібліогр.: с. 111.
- Нариси з історії Дмитрівки. — Вид. 2-е, випр. і допов. — К.: [б. в.], 2008. — 176 с. : іл. — Бібліогр.: с. 175.
- Чернігівщина і пошта: (розвідка краєзнавця). — Ніжин: Аспект-Поліграф, 2008. — 264 с.: іл., [4] арк. фотогр. — Бібліогр.: с. 259—262. — ISBN 978-966-340-293-2
- Глибоке коріння: Нариси до історії рідного краю. — Ніжин: Аспект-Поліграф, 2010. — 297 с.: іл. — 300 прим. — Бібліогр.: с. 292—293.
- Товариш міністра: Нариси до історії рідного краю. — Ніжин: Аспект-Поліграф, 2011. — 302 с.: іл.
- Не хлібом єдиним: Нариси до історії Чернігово-Сіверщини. — Ніжин: Аспект-Поліграф, 2013. — 279 с.
- Прагненням до суспільних справ. — Вінниця: ФОП Рогальская І. О., 2016. — 308 с.